# Peleteria pilosa
Peleteria pilosa là một loài ruồi trong họ Tachinidae.